# Piotrowice (powiat kłodzki)
Piotrowice (niem. Herrnsdorf, Petersdorf) – wieś w Polsce położona w województwie dolnośląskim, w powiecie kłodzkim, w gminie Bystrzyca Kłodzka. Powstała z osad Piotrowice Dolne i Górne (do roku 1965 osobno). W roku 1938 nadano nazwę Herrnpetersdorf.

## Położenie
Wieś leży w dolinie Piotrówki, na wysokości około 370–400 m n.p.m. i składa się z dwóch części: Piotrowic Górnych oraz Dolnych.

## Podział administracyjny
W latach 1975–1998 miejscowość należała administracyjnie do województwa wałbrzyskiego.

## Historia
Piotrowice należą do najstarszych wolnych sędziostw na terenie Ziemi Kłodzkiej. Obie osady ulokowano w niezbyt dogodnych dla osadnictwa miejscach. Początkowo należały do dóbr w Starym Waliszowie. W roku 1482 wsie należały do Ottona von Pannwitza. Kolejnymi właścicielami byli Hannos Tolmetscher, Paul Ulrichsdorf oraz Anna i Barbara Smedczynne, a w roku 1488 Mertin Malen oraz Michael Kucze. Sędziostwa te leżały wówczas w obrębie dóbr gorzanowskich, ale przynależały do parafii w Ołdrzychowicach. W roku 1631 jako właściciel wsi występuje hrabia von Annaberg. W roku 1787 właścicielem części dolnej był hrabia von Bachstein. Cały czas osady były niewielkie, zamieszkiwane przez kilku kmieci i zagrodników. Większy rozwój nastąpił w pierwszej połowie XIX wieku, kiedy to ulokowano nowe przysiółki, m.in. Klein Hernnsdorf (zwany też Rausch od nazwiska właściciela, którym był senator W. Rausch). We wsi działały m.in. wapiennik, gorzelnia i młyn wodny. Wybudowano też kaplicę. W końcu XIX wieku, z uwagi na trudne warunki gospodarowania, wsie zaczęły się wyludniać. W roku 1933 obie części połączono w jedną całość. Po roku 1945, po wstępnym zasiedleniu polskimi osadnikami, proces wyludniania zaczął postępować od nowa. Przyczyną tego była niska jakość gleb, trudne warunki uprawowe, położenie na uboczu szlaków komunikacyjnych i ogólny brak perspektyw rozwojowych w przyszłości. Całkowitemu zanikowi wsi zapobiegło zatrudnienie części mieszkańców w lokalnych kamieniołomach, m.in. w pobliskim Romanowie. 

## Atrakcje turystyczne
Do osobliwości turystycznych wsi należy kościół św. Rodziny w Piotrowicach Górnych (XVIII wiek, późny barok), kaplica Matki Boskiej Częstochowskiej w Piotrowicach Dolnych (domkowa, barokowa, na rzucie prostokąta) oraz dość licznie reprezentowane stare domy, w tym część dużych zabudowań folwarcznych skupionych wokół wewnętrznych dziedzińców. Przy kapliczce Matki Boskiej Częstochowskiej w dolnej części osady stoi krzyż z figurą anioła, a także sosna papieska, wyhodowana z nasion sosen rychtalskich, poświęconych przez papieża Benedykta XVI podczas pielgrzymki do Polski w maju 2006, a posadzona 24 sierpnia 2008. 